# Max Weiss
Max Weiss (ur. 21 lipca 1857 w Sereď, zm. 14 marca 1927 w Wiedniu) – austriacki szachista, jeden z twórców tzw. wiedeńskiej szkoły (wspólnie z m.in. Carlem Schlechterem).

## Kariera szachowa
Ważniejsze rezultaty turniejowe:
- Graz 1880 – dz. I m. (wspólnie z Adolfem Schwarzem i Johannesem Minckwitzem),
- Hamburg 1885 – dz. II m. (wspólnie z Bertholdem Englischem i Siegbertem Tarraschem),
- Nowy Jork 1889 – dz. I m. (wspólnie z Michaiłem Czigorinem),
- Wrocław 1889 – III m.,
- Wiedeń 1990 – I m.

Był autorem kilku książek, m.in. Kleines Schachspiel Lehrbuch (Mały podręcznik gry w szachy).
Według retrospektywnego systemu Chessmetrics, najwyżej sklasyfikowany był w sierpniu 1887, zajmował wówczas 3. miejsce (za Wilhelmem Steinitzem i Josephem Blackburne'em) na świecie.